# Chlosyne hoffmanni
Espèce
Chlosyne hoffmanni est un  insecte lépidoptère de la famille des Nymphalidae de la sous-famille des Nymphalinae et du genre Chlosyne.

## Dénomination
Chlosyne hoffmanni a été nommée par Hans Hermann Behr en 1863.
Synonymes : Melitaea acastus Edwards, 1874; Lemonias acastus ; Dyar, 1903.

### Sous-espèces
- Chlosyne hoffmanni segregata Barnes et McDunnough, 1918
- Chlosyne hoffmanni manchada Bauer, [1960]; présente au Canada[1].

### Noms vernaculaires
Chlosyne hoffmanni se nomme en anglais Aster Checkerspot.

## Description
Chlosyne ascatus est un papillon dont le dessus présente une ligne marginale entrecoupée orange, une ligne de damiers orange puis une ligne de damiers jaune, la partie basale étant marron sans ornementation.
Le revers est bordé d'orange et constitué de bandes de damiers successivement orange et jaune pâle. Il est de taille moyenne, son envergure varie entre 35 et 45 mm.

### Chenille
La chenille est noire, ornée de points et de lignes blanc crème.

## Biologie

### Période de vol et hivernation
L'imago vole en une génération juin juillet.
Chlosyne hoffmanni hiberne au stade de chenille.

### Plantes hôtes
Les plantes hôtes de la chenille sont Aster conspicuus et Chrysothamnus breweri.

## Écologie et distribution
Il est présent dans l'ouest de l'Amérique du Nord. Son aire est restreinte à la Sierra Nevada, dans le sud de la Colombie-Britannique au Canada et dans l’État de Washington, l'Oregon, l'est du Nevada et la Californie,.

### Biotope
Il réside à moyenne altitude en zone humide.

### Protection
Pas de statut de protection particulier.

### Liens taxonomiques
- (en) Tree of Life Web Project : Chlosyne hoffmanni
- (en) Catalogue of Life : Chlosyne hoffmanni Behr, 1863 (consulté le 18 décembre 2020)
- (fr + en) ITIS : Chlosyne hoffmanni  (Behr, 1863)